# Madeleine Royale

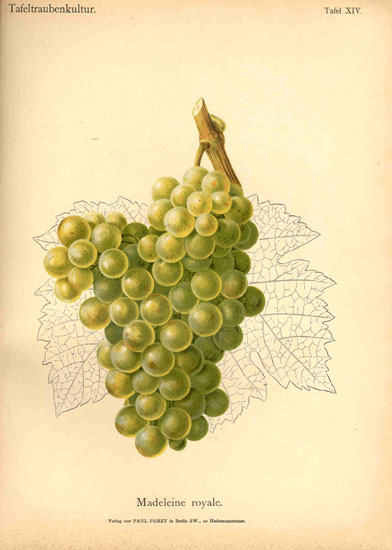
Zeichnung aus Rudolf Goethe: Handbuch der Tafeltraubenkultur, 1894

Die Weißweinsorte Madeleine Royale wurde im Jahre 1845 durch den Franzosen Moreau-Robert aus einem unbekannten Sämling gezüchtet. Frühere Vermutungen, es handele sich um seine züchterische Entwicklung des Frühburgunders oder des Schwarzrieslings, wurden durch DNA-Analysen widerlegt. Madeleine Royale wurde als eine Züchtung aus dem Formenkreis des Chasselas (Gutedel) angesehen, gilt aber seit einer Untersuchung aus dem Jahr 2009 als eine Kreuzung des Pinot mit dem Trollinger. Sie wird hauptsächlich als Tafeltraube und auch als Zierrebe verwendet und wird in geringen Mengen in England, Argentinien, Österreich und Rumänien angebaut. Die Sorte reift ca. 8–15 Tage früher als der Gutedel und kann somit in gewissen Gegenden bereits Ende Juli geerntet werden. Der Name Madeleine ist eine Anspielung auf diesen Reifezeitpunkt, da der Namenstag der Magdalena auf den 22. Juli fällt.

## Ampelografische Merkmale
Die sehr früh reifende Sorte hat große, sehr kompakte Trauben. Durch die Kompaktheit ist die Sorte sehr empfindlich gegen den Echten Mehltau und die Rohfäule. Die Beeren sind sehr transportempfindlich und müssen meist in leicht unreifem Zustand geerntet werden. Daher ist die Sorte eher selten anzutreffen.
Aufgrund ihrer sehr frühen Reife war sie ein beliebter Kreuzungspartner von Neuzüchtungen wie Madeleine Angevine, Primus, der Prachttraube und des Müller-Thurgau.

## Synonyme
17: Branco Especial, Especial Branco, Koenigliche Magdalenentraube, Maddaleina Royal, Maddalena Reale, Madeleine Imperiale, Madlen Blond, Madlen Korolevskaia, Madlen Roial, Madlen Roiyal, Madlen Royal, Madlenka Kralovska, Magdalena Kralovska, Magdalena Real, Magdalenka Kralovska, Magdalenka Kralyurska, Plant du Caporal